# Eodendrus convergens
Eodendrus convergens är en stekelart som beskrevs av Sergey A. Belokobylskij 2005. Eodendrus convergens ingår i släktet Eodendrus och familjen bracksteklar. Inga underarter finns listade i Catalogue of Life.